# Nenga macrocarpa
Nenga macrocarpa är en enhjärtbladig växtart som beskrevs av Benedetto Scortechini och Odoardo Beccari. Nenga macrocarpa ingår i släktet Nenga och familjen Arecaceae. Inga underarter finns listade i Catalogue of Life.